# Zafarana
Zafarana – miejscowość wypoczynkowa na północno-wschodnim krańcu muhafazy Prowincja Morza Czerwonego w Egipcie, leżąca nad Zatoką Sueską (Riwiera Morza Czerwonego), na afrykańskim brzegu, przy przylądku Ras Zafarana, przy skrzyżowaniu dróg nr 24 i nr 26, w odległości około 65 km na południowy wschód od Ajn Suchna.
Na przylądku, przy którym leży Zafarana znajduje się latarnia morska zbudowana w 1862 roku.
Na północny zachód od miejscowości znajduje się największa w Egipcie i jedna z największych w świecie farma wiatrowa. W 2012 roku liczyła ona 700 turbin wiatrowych, o łącznej mocy 550 MW.